# John Piers
Pour les articles homonymes, voir Piers.
John Piers (1522 ou 1523 – 1594) est un ecclésiastique anglican.
Il est évêque de Rochester de 1576 à 1577, puis évêque de Salisbury de 1577 à 1589 et enfin archevêque d'York de 1589 à sa mort.